# انگاروهی مک‌گاروی-بلک
انگاروهی مک‌گاروی-بلک (انگلیسی: Ngarohi McGarvey-Black؛ زادهٔ ۲۰ مهٔ ۱۹۹۶) بازیکن راگبی ۷ نفره اهل نیوزیلند است.
وی در مسابقات کشوری و بین‌المللی در مجموع برندهٔ ۱ مدال نقره شده‌است.